# سيفيسا
سيفيسا أو الشركة الصناعية للسينما الإسبانية هي شركة إنتاج أفلام إسبانية مخصصة لإنتاج وتوزيع الأفلام، يقع مقرها في فالنسيا. تم إنشاء الشركة في 1932 من قبل عائلة ترينول, عاشت وقت ازدهارها ما بين 1932 و1945 وأغلقت أبوابها في 1961.

## تاريخ

### الخطوة الأولى
تأسست في ال 15 من مارس 1932 في فالنسيا خلال الجمهورية الثانية الإسبانية للإنتاج المستقل وقد أنتجت أفلام نالت اعجاب العامة، وبالرغم من أن نشأة الشركة كانت تخص عائلة كازانوفا والذين فيما بعد ساهموا في الشركة لكن الترينول هم مؤسسيها الأصليين.
في 1933، أصبحت الشركة تنسب إلى أسرة كازانوفا وحصلت على التفرد لتوزيع أفلام كولومبيا بيكتشرز في إسبانيا. وبعد اتفاق الجمهور، بدأت سيفيسا حملة إطلاق تسليط الضوء على العشر وصايا إعلان النوايا وهم:-
- إسعاد الجمهور بكل الأشياء.
- عدم تقديم أفلام جيدة في العبث.
- الاحتفال بالأعياد بتقديم البرامج المختارة.
- الاهتمام بالعروض والفن.
- عدم قتل الجمهور من الملل.
- عدم ازعاج الجمهور بأفلام هابطة.
- عدم سرقة إعجاب عملائك للأفلام التي لا مثيل لها لدى سيفيسا كولومبيا والذي يندر وجودهم على الساحة.
- عدم الشهادة بالزور أوالكذب في الدعاية.
- عدم تمني أفلام خصمك إذا كان لديك تعاقد مع شركة كولومبيا.
- عدم الطمع في النجاح البعيد والاهتمام بزيادة ما لديك في مواد سيفيسا.

اقتصرت هذة الوصايا على اثنين: الرعاية وحضور الجمهور قبل كل شيء وعرض أفلام سيفيسا بشكل مستمر.
وبالرغم من أن سيفيسا كانت في البداية تختص في التوزيع بشكل حصرى، بدأت لاحقاً إنتاج أفلام خاصة بها وفي عام 1934 أطلق أول نجاح لها الأخت سان سولوبيس وهو ثاني إصدار اقتبسه الملك فلوريان من رواية أرماندوبالاسيوفالديس.
لم يكن يعرف الإنتاج الإسباني شركة أخرى تماثل بقوة دراسات هوليود خالقة نظام مشابه للنموذج الأمريكي، وتمتلك قالب خاص بها يتألف من محترفين لصناعة الأفلام وبالتالي يتم فهم قدرة الإنتاج الخاصة لذى هذة الشركة والتي أصبحت معروفة أيضاً بهوليود الإسباني. وأصبحت سيفيسا الشركة الخصبة لذلك الوقت في حين أنها سوف تستكمل مسيرتها خلال [[الحرب الأهلية الإسبانية]] منتجة لأفلام الدعايا وأفلام الحرب.

### الحرب الأهلية
وبعد الصراع أنتجت الشركة أفلام قصيرة المدى وفقاً لأرادة الدولة، أما بالنسبة للأفلام طويلة المدى كانت تتبع نفس المبادئ التوجيهية خلال سنوات النظام الجمهوري.
كان يرى الإنتاج السينمائي الإسباني تأثيرا كبيرا بالحرب الأهلية وما بعد الحرب، لكن سيفيسا وجدت الطريقة التي واجهت بها هذا الموقف. وبعد الثامن عشر من يوليو واستكمال الصراعات، قاموا بإنشاء ثلاث مقرات للشركة في فالنسيا ومدريد (على الجانب الجمهوري) وإشبيلية، (التي صارعت مع المتمردين) ومنذ هذة اللحظة أصبح المقر الرئيسي لسيفيسا في فالنسيا ولكن جميع إنتاج الأفلام والأنشطة تحدث في مدريد.
وخلال ثلاث سنوات الحرب التي شاق فيها الإنتاج السينمائي للشركة في فالنسيا تركزت في إنتاج نشرة أخبار سيفيسا والتي خرج منها عشر أعداد بعشر ثوانى لكل منهم متركزين في أنشطة الحكومة الجمهورية في فالنسيا.
وفي مدريد استكملت الشركة توزيع الأفلام في البيوت وفي الأماكن الأخرى، وأيضا قامت بنشر بعض الإنتاجات الجديدة التي أثرت على إطلاقها اندلاع الحرب، وحتى نهاية المنافسة كانت سيفيسا تحاول البقاء بالمواد التي تمتلكها قبل الثامن عشر من يوليو. ومع ذلك قامت بشراء بعض الأفلام الإيطالية الجديدة عام 1937 لتجديد الأسهم ولتستأنف الإنتاج من جديد.
وكانت الأفلام المنتشرة في ذلك الوقت تنقسم إلى مجموعتين :أفلام وثائقية وإعلانية تتعلق بالحرب وأفلام خيالية تتصل بالفترة السابقة ومن داخل هذة الأفلام الأعلانية يظهر دفن الجنرال سان خورخو عام 1936 وإلى إسبانيا الجديدة عام 1938 أو موكب النصر في فالنسيا عام 1939.

### سنوات الأزدهار
وفي السنوات التالية من 1940 إلى 1955، كانت الشركة المنتجة هي الأكثر أهمية في السينما الإسبانية وكان لديها على الأقل أربعة أفلام خلال هذة السنوات. أصدرت الدولة سلسلة من الإجراءات التي كان لديها فضل كبير على الشركة الصناعية للسينما، والجدير بالذكر داخل هذة الإجراءات هو إنشاء الاتحادات الائتمانية، ظهور جوائز للجودة وللأهمية التي تعطى للإنتاج السينمائي الإسبانى ضد الواردات. وهذا القرار الذي اتخذته الدولة جلب التوسع في الأعمال التجارية والذي بسببه بدأت الشركة اكتساب وبناء دراسات جديدة في التصوير السينمائي بهدف منح مجتمعات أخرى الأفلام السمعية البصرية (أفلام إشبيلية) لزيادة القدرة على التصوير السينمائي في السينما الإسبانية التي أصبحت فعالة.
وفي عام 1943 وصلت سيفيسا لوقت إزدهارها لأن التطور أصبح سريع جداً مند 1939 بسبب سرعة الإنتاج من خلال إجراءات الحماية التي اتخدتها الدولة. والجدير بالذكر أن سيفيسا لا تنتج بشكل فردي ولا يوجد واحد من الأفلام التي أطلقت في السوق إلا واستكمل سياستها في الإنتاج المشترك المحمي من قبل الدولة، ومن أهم هذة الأفلام الرجل الذي أراد القتل عام 1942 أوذنب الأخر عام 1942, وهذة هي سياسة الإنتاج المشترك الذي وصل إلى هدفه في عام 1944 بتوسيعه للإنتاج وزيادة عدد الواردات.

### التدهور
في عام 1950، بدأ ظهور تدهور سيفيسا بالرغم من عدم انتهاء الوضع كاملاً. وأغلقت أبواب الشركة وأطلقت الشركة اثنى عشر فيلم في 1943 وبعدها قل الإنتاج في السنة التالية، وكذلك أيضا التوزيع الذي تأثر بالوضع، وأثناء تظاهر الشركة في وقتها هذا بأن أسباب الانحدار كانت قيود الأستهلاك القوية للطاقة الكهربائية والتي جعلت الطلب يقل وتقل الشروط الفارغة للحصول على النسخ بسبب الحرب.
على الرغم من أن الكثير من الكتاب أكدوا أن كل ذلك يبدو أعذار فهي أكبر شركة للسينما حتى الآن كانت تمهد الطريق للأزمة القادمة وما بين 1946 و1947 قامت سيفيسا بأعادة استراتيجيتها لتعود قوية في أيام ازدهارها. ومن الإجراءات التي اتخذتها تقليل الأنتاج بشكل كبير بسبب الضغط التي كانت تمارسة الأفلام الأجنبية الضخمة وبعدها أفرطت في الأنتاج حتى تستطيع المنافسة. و مع ذلك استفادوا من عصر الأزمة التي تعرضت له سيفيسا. و بدأوا أخذ قوتهم في إسبانيا و منهم" سيساريو غونزاليس"،وهو الذي يمثل المنافس الأساسي لسيفيسا في أواخر سنواتها (أفلام سوبيا).
وبالرغم من كثرة المجهودات التي بذلتها لإعادة الإنتاج الشركة لم ترجع بعد، فكانت النهاية. وأغلقت أبوابها بعد عملية شاقة انتهت بأخر تنهد لسيفيسا.
كل ذلك أصبح أكثر أثارة في إسبانيا بمحاولة استيراد المشهورة لأدولتشي فيتا من فيدريكو فيليني وهذا للتفرد بالعرض الحصرى مقدمة مبلغ كبير من المال. لكن العملية أصبحت متقطعة بسبب قرار الأدارة ظنناً بأن الجمهور لم يعد متهيأ لمثل هذة الأفلام في 1956 وتركت الألتفاف حول فيلمها الأخير في 1961.
وفقا للدراسات الأميريكية، كانت سيفيسا أيضا تمتلك نجوم كانوا يعملون بشكل حصرى للشركة المنتجة مثل حالة إمبراطورية الأرجنتين، رافائيل دران، أمباروا ريبياس، أوروا بوتيستا أو ألفريدوا مايوا الذي خضع للدراسة لفيلم السباق.

## الإنتاج
- رعي الحمام للمخرج بنيتو بروغو 1934
- هذا رجلي للمخرج بنيتو بروغو 1934
- الأخت سان سولوبيس للمخرج فلوريان راى 1935
- الأسمر الفاتح 1936
- الملكة الخلوقة 1937
- الغجرية 1940
- الولد 1940
- هوسار الأخير 1940
- الرجل الذي أراد القتل 1942
- المساء الرائع 1943
- هي وهو وملايينه للمخرج جون دى أوردون 1944
- المسمار 1944
- دون كيشوت وصمة عار للمخرج رافائيل 1947
- جنون الحب للمخرج جون دى أوردون 1948

### قائمة المراجع
- Félix Fanés، Enric Dobó. Cifesa، la antorcha de los éxitos. Valencia: Institución Alfonso el Magnánimo، D.L. [1982]. ISBN 84-00-04945-44
- José María Caparrós Lera. "El cine español bajo el régimen de Franco، 1936-1975". 1983

## وصلات خارجية
‌